# Siegfried August Kaehler
Joachim Siegfried August Kaehler (também Kähler; Halle (Saale), 4 de junho de 1885 – Göttingen, 25 de janeiro de 1963) foi um historiador alemão.

## Publicações selecionadas
- Beiträge zur Würdigung von Wilhelm von Humboldts Entwurf einer ständischen Verfassung für Preußen vom Jahre 1819. Phil. Diss. Freiburg 1914.
- ( Heinrich Hermelink): Die Philipps-Universität Marburg 1527–1927. Marburg: Elwert, 1927.
- Wilhelm von Humboldt und der Staat. Ein Beitrag zur Geschichte deutscher Lebensgestaltung um 1800. München: R. Oldenbourg, 1927; 2. Aufl. Göttingen: Vandenhoeck & Ruprecht, 1963.
- Legende und Wirklichkeit im Lebensbild des Kanzlers Bernhard von Bülow. Breslau: F. Hirt, 1932.
- Wehrverfassung und Volk in Deutschland von den Freiheitskriegen bis zum Weltkrieg. Rede zur Reichsfeier am 30.1.1937 (o.O.).
- Zwei deutsche Bündnisangebote an England 1889 und 1939. Göttingen: Vandenhoeck & Ruprecht, 1948.
- Vorurteile und Tatsachen. Drei geschichtliche Vorträge. Hameln: Seifert, 1949.
- Zur diplomatischen Vorgeschichte des Kriegsausbruches vom 1. September 1939. Göttingen: Vandenhoeck & Ruprecht, 1949.
- Zur Beurteilung Ludendorffs im Sommer 1918. Göttingen: Vandenhoeck & Ruprecht, 1953.
- Vier quellenkritische Untersuchungen zum Kriegsende 1918.  Göttingen: Vandenhoeck & Ruprecht, 1961.
- Studien zur deutschen Geschichte des 19. und 20. Jahrhunderts. Aufsätze und Vorträge. Göttingen: Vandenhoeck & Ruprecht, 1961.
- Briefe 1900–1963. Hrsg. v. Walter Bußmann und Günther Grünthal. Unter Mitw. von Joachim Stemmler. Boppard: Boldt, 1993.